# Kimi Merk
Kimi Merk (Pirmasens, 6 de julio de 2004) es un futbolista alemán, nacionalizado kirguís, que juega en la demarcación de centrocampista para el Pakhtakor FC de la Super Liga de Uzbekistán.

## Selección nacional
Hizo su debut con la selección absoluta de Kirguistán el 12 de octubre de 2023 contra Baréin en un partido amistoso que finalizó con un resultado de 2-0 a favor del combinado bareiní tras los goles de Mohamed Abdulwahab y Abdullah Al-Hashash.

## Clubes
| Club                    | País       | Año       | Partidos | Goles |
| ----------------------- | ---------- | --------- | -------- | ----- |
| 1. FC Kaiserslautern II | Alemania   | 2022-2023 | 7        | 0     |
| Pakhtakor FC            | Uzbekistán | 2023-     | 8        | 0     |